# Walter Charleton

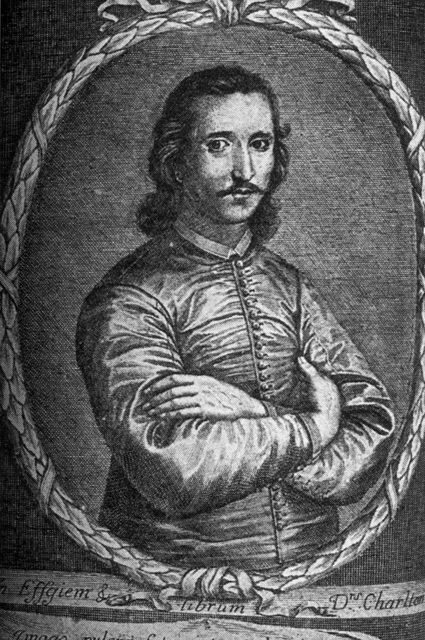
Walter Charleton

Walter Charleton, né le 2 février 1619 et mort le 24 avril 1707, est un médecin et un naturaliste britannique.
Walter Charleton est le médecin de Charles Ier d'Angleterre.

## Sa vie
Il est célèbre pour être l'auteur d'un traité inspiré des travaux de Pierre Gassendi (1592-1655), Physiologia Epicuro-Gassendo-Charltoniana or a Fabrick of Science Natural upon the Hypothesis of Atoms (1659).
Charleton obtient à 22 ans, son titre de docteur en médecine à Oxford.

## Onomasticon Zoicon
Il fait paraître en 1668 Onomasticon Zoicon, plerorumque Animalium Differentias et Nomina Propria pluribus Linguis exponens. Cui accedunt Mantissa Anatomica et quaedam de Variis Fossilium Generibus, ouvrage important consacré à l'histoire naturelle.
Il se subdivise en trois parties. La première tente de classer tous les animaux connus et offre des illustrations principalement d'oiseaux plus ou moins exactes. La seconde est consacrée à l'anatomie, notamment de poissons. Et la troisième traite de minéralogie et de fossiles.

## L'ornithologie
Il étudie les oiseaux à la ménagerie du St James's Park près du palais de Buckingham ainsi que les oiseaux des collections du muséum de la Royal Society. Il se réfère bien sûr aux travaux antérieurs et notamment ceux de Conrad Gessner (1516-1565), d'Ulisse Aldrovandi (1522-1605), de William Turner (v.1510-1568) et de John Jonston (1603-1675).
Il suit les principes posés par ces auteurs et divise les oiseaux en deux grandes catégories : les oiseaux d'eau et les oiseaux terrestres. Ces catégories sont elles-mêmes subdivisées en groupe souvent assez homogènes.
Mais son œuvre ornithologique est peu connue, sans doute, à cause de la concurrence du livre de Francis Willughby (1635-1672), Ornithologia libri tres.

## Ses autres travaux
Il est le premier à calculer la taille d'une particule de matière en 1654. Il brûle un grain d’encens (du lupin vivace) dans une église et, à partir du rapport entre le volume original du grain et le volume dans lequel le parfum est perceptible, il estime le diamètre des particules composant le grain d'encens à 360 nanomètres.
Il s'intéresse également à l'histoire et publie Chorea Gigantum en 1663 dans lequel il tente de prouver que Stonehenge fut construite par les Danois.
Il a également signé un livre de caractères, intitulé A Brief Discourse concerning the Different Wits of Men (1675).

## Liste partielle des publications
- Deliramenta catarrhi (1650)
- The darkness of atheism dispelled by the light of nature (1654)
- Physiologia Epicuro-Gassendo-Charletonia : or a fabrick of science natural, upon the hypothesis of atoms (1654) largement inspiré de l'ouvrage Animadversiones de Pierre Gassendi (1592-1655) (1649)
- Natural History of the Passions (1674) basé sur l'ouvrage de Jean-Francois Senault (1599-1672) De l'usage des passions (1641)
- The harmony of natural and divine laws (1682)